# Bathoxiphus
Bathoxiphus is een geslacht van tandschelpen uit de  familie van de Entalinidae.

## Soorten
- Bathoxiphus ensiculus (Jeffreys, 1877)
- Bathoxiphus inexpectatus Scarabino, 1995
- Bathoxiphus kathieae V. Scarabino & F. Scarabino, 2010
- Bathoxiphus soyomaruae Okutani, 1964